# 21e escadre de chasse
La 21e escadre de chasse  est une ancienne unité de chasse de l'armée de l'air française qui ne connut qu'une brève existence outre-mer, entre sa création le 1er février 1962 à Oran et sa dissolution à Ivato à Madagascar le 1er janvier 1973.

## Escadrons
- Escadron d'appui aérien 2/21 Oranie

## Bases
- BA 141 Oran (1er février 1962 au 1er février 1964)
- BA181 Ivato (1er février 1964 au 1er janvier 1973)

## Appareils
- AD-4N Skyraider